# 霞城町
霞城町（かじょうまち）は、山形県山形市に存在する町名。丁番を持たない単独町名であり、全域が霞城公園となっており定住人口はない。郵便番号は990-0826。

## 人口と世帯
2015年（平成27年）6月30日時点の世帯数と人口は以下の通りである。
| 丁目   | 世帯数 | 人口 |
| ------ | ------ | ---- |
| 霞城町 | 0世帯  | 0人  |

## 地理
全域が旧山形城の二の丸にあたり、現在では霞城公園として整備されている。広大な緑地の他、山形市営球場や山形県体育館、テニスコートなどのスポーツ施設、山形県立博物館や済生館（山形市立病院済生館の旧館。国の重要文化財に指定）などが存在する。桜の名所として市民に親しまれている。

## 歴史
山形城、霞城公園を参照。

## 交通
- 鉄道駅は存在せず、線路も走っていない。公園内の主要施設を結ぶ道路と駐車場のみが存在する。
- 公園内に発着するバス路線は存在しないが、山交バスと山形市コミュニティバス（西くるりん、東くるりん）が隣接する大手町の「霞城公園前」バス停に停車する。
- 車での入園は南大手門および北門のみ可能。東西の門は徒歩でのみ通過できる。

## 施設
- 霞城公園…町域全体が霞城公園の一部である。なお、霞城公園自体は隣の大手町にも跨っている。
- 山形県体育館
- 山形県立博物館
- 山形県武道館
- 山形市郷土館(旧済生館)
- 山形市ソフトボール場